# Finale aux anneaux des championnats du monde de gymnastique artistique

## Médaillés
| Édition   | Lieu                                       | Or                                                                            | Argent                                                            | Bronze                                                              |
| --------- | ------------------------------------------ | ----------------------------------------------------------------------------- | ----------------------------------------------------------------- | ------------------------------------------------------------------- |
| 1903      | Anvers                                     | Josef Martinez (FRA)                                                          | François Walravens (BEL) Joseph Lux (FRA)                         | -                                                                   |
| 1905      | Bordeaux                                   | Pas d'épreuve                                                                 | Pas d'épreuve                                                     | Pas d'épreuve                                                       |
| 1907      | Prague                                     | Pas d'épreuve                                                                 | Pas d'épreuve                                                     | Pas d'épreuve                                                       |
| 1909      | Luxembourg                                 | Marco Torrès (FRA) Guido Romano (ITA)                                         | -                                                                 | Giorgio Zampori (ITA) Angelo Mozzoncini (ITA) František Erben (BOH) |
| 1911      | Turin                                      | Ferdinand Steiner (BOH)                                                       | Dominique Follacci (FRA) Antoine Costa (FRA) Pietro Bianchi (ITA) | -                                                                   |
| 1913      | Paris                                      | Marco Torrès (FRA) Laurent Grech (FRA) Guido Boni (ITA) Giorgio Zampori (ITA) | -                                                                 | -                                                                   |
| 1915-1917 | N'a pas eu lieu (Première Guerre mondiale) | N'a pas eu lieu (Première Guerre mondiale)                                    | N'a pas eu lieu (Première Guerre mondiale)                        | N'a pas eu lieu (Première Guerre mondiale)                          |
| 1922      | Ljubljana                                  | Miroslav Karásek (TCH) Josef Malý (TCH) Peter Šumi (YUG) Leon Stuckelj (YUG)  | -                                                                 | -                                                                   |
| 1926      | Lyon                                       | Leon Stuckelj (YUG)                                                           | Ladislav Vácha (TCH)                                              | Bedrich Supcik (TCH)                                                |
| 1930      | Luxembourg                                 | Emanuel Loeffler (TCH)                                                        | Bedřich Šupčík (TCH)                                              | Jan Gajdos (TCH)                                                    |
| 1934      | Budapest                                   | Alois Hudec (TCH)                                                             | Eugene Mack (SUI)                                                 | Mathias Logelin (LUX) Jaroslav Kollinger (TCH)                      |
| 1938      | Prague                                     | Alois Hudec (TCH)                                                             | Michael Reusch (SUI)                                              | Vratislav Petracek (TCH)                                            |
| 1942      | N'a pas eu lieu (Seconde Guerre mondiale)  | N'a pas eu lieu (Seconde Guerre mondiale)                                     | N'a pas eu lieu (Seconde Guerre mondiale)                         | N'a pas eu lieu (Seconde Guerre mondiale)                           |
| 1950      | Bâle                                       | Walther Lehmann (SUI)                                                         | Olavi Rove (FIN)                                                  | Hans Eugster (SUI)                                                  |
| 1954      | Rome                                       | Albert Azarian (URS)                                                          | Eugen Korolkov (URS)                                              | Valentin Muratov (URS)                                              |
| 1958      | Moscou                                     | Albert Azarian (URS)                                                          | Nobuyuki Aihara (JPN)                                             | Yuri Titov (URS)                                                    |
| 1962      | Prague                                     | Yuri Titov (URS)                                                              | Yukio Endo (JPN) Boris Shakhlin (URS)                             | -                                                                   |
| 1966      | Dortmund                                   | Mikhail Voronine (URS)                                                        | Akinori Nakayama (JPN)                                            | Franco Menichelli (ITA)                                             |
| 1970      | Ljubljana                                  | Akinori Nakayama (JPN)                                                        | Mitsuo Tsukahara (JPN)                                            | Mikhail Voronin (URS)                                               |
| 1974      | Varna                                      | Danut Grecu (ROU) Nicolai Andrianov (URS)                                     | -                                                                 | Andrzej Szajna (POL)                                                |
| 1978      | Strasbourg                                 | Nicolai Andrianov (URS)                                                       | Alexander Dityatin (URS)                                          | Danut Grecu (ROU)                                                   |
| 1979      | Fort Worth                                 | Alexander Dityatin (URS)                                                      | Danut Grecu (ROU)                                                 | Alexander Tkatchev (URS)                                            |
| 1981      | Moscou                                     | Alexander Dityatin (URS)                                                      | Huang Yubin (CHN)                                                 | Bogdan Makuts (URS)                                                 |
| 1983      | Budapest                                   | Koji Gushiken (JPN) Dimitri Bilozertchev (URS)                                | -                                                                 | Li Ning (CHN)                                                       |
| 1985      | Montréal                                   | Li Ning (CHN) Yuri Korolev (URS)                                              | -                                                                 | Kyoji Yamawaki (JPN) Yuri Balobanov (URS)                           |
| 1987      | Rotterdam                                  | Yuri Korolev (URS)                                                            | Li Ning (CHN) Dimitri Bilozertchev (URS)                          | -                                                                   |
| 1989      | Stuttgart                                  | Andreas Aguilar (FRG)                                                         | Andreas Wecker (GDR)                                              | Yuri Chechi (ITA) Vitali Marinich (URS)                             |
| 1991      | Indianapolis                               | Grigory Misutin (URS)                                                         | Andreas Wecker (GER)                                              | Yuri Chechi (ITA)                                                   |
| 1992      | Paris                                      | Vitali Scherbo (CEI)                                                          | Szilveszter Csollany (HUN)                                        | Grigory Misutin (CEI)                                               |
| 1993      | Birmingham                                 | Yuri Chechi (ITA)                                                             | Andreas Wecker (GER)                                              | Ivan Ivankov (BLR)                                                  |
| 1994      | Brisbane                                   | Yuri Chechi (ITA)                                                             | Paul O'Neill (USA)                                                | Valeri Belenki (GER) Dan Burinca (ROU)                              |
| 1995      | Sabae                                      | Yuri Chechi (ITA)                                                             | Dan Burinca (ROU)                                                 | Jordan Jovtchev (BUL)                                               |
| 1996      | San Juan                                   | Yuri Chechi (ITA)                                                             | Jordan Jovtchev (BUL) Szilveszter Csollany (HUN)                  | -                                                                   |
| 1997      | Lausanne                                   | Yuri Chechi (ITA)                                                             | Szilveszter Csollany (HUN)                                        | Ivan Ivankov (BLR)                                                  |
| 1999      | Tianjin                                    | Dong Zhen (CHN)                                                               | Szilveszter Csollany (HUN)                                        | Dimosthenis Tampakos (GRE)                                          |
| 2001      | Gand                                       | Jordan Jovtchev (BUL)                                                         | Szilveszter Csollany (HUN)                                        | Andrea Coppolino (ITA)                                              |
| 2002      | Debrecen                                   | Szilveszter Csollany (HUN)                                                    | Jordan Jovtchev (BUL)                                             | Matteo Morandi (ITA)                                                |
| 2003      | Anaheim                                    | Jordan Jovtchev (BUL) Dimosthenis Tampakos (GRE)                              | -                                                                 | Matteo Morandi (ITA) Andrea Coppolino (ITA)                         |
| 2005      | Melbourne                                  | Yuri van Gelder (NED)                                                         | Alexander Safoshkin (RUS)                                         | Matteo Morandi (ITA)                                                |
| 2006      | Aarhus                                     | Chen Yibing (CHN)                                                             | Jordan Jovtchev (BUL)                                             | Yuri van Gelder (NED)                                               |
| 2007      | Stuttgart                                  | Chen Yibing (CHN)                                                             | Yuri van Gelder (NED)                                             | Jordan Jovtchev (BUL)                                               |
| 2009      | Londres                                    | Yan Mingyong (CHN)                                                            | Jordan Jovtchev (BUL)                                             | Oleksandr Vorobiov (UKR)                                            |
| 2010      | Rotterdam                                  | Chen Yibing (CHN)                                                             | Yan Mingyong (CHN)                                                | Matteo Morandi (ITA)                                                |
| 2011      | Tokyo                                      | Chen Yibing (CHN)                                                             | Arthur Zanetti (BRA)                                              | Koji Yamamuro (JPN)                                                 |
| 2013      | Anvers                                     | Arthur Zanetti (BRA)                                                          | Aleksandr Balandin (RUS)                                          | Brandon Wynn (USA)                                                  |
| 2014      | Nanning                                    | Liu Yang (CHN)                                                                | Arthur Zanetti (BRA)                                              | Denis Ablyazin (RUS) You Hao (CHN)                                  |
| 2015      | Glasgow                                    | Elefthérios Petroúnias (GRE)                                                  | You Hao (CHN)                                                     | Liu Yang (CHN)                                                      |
| 2017      | Montréal                                   | Elefthérios Petroúnias (GRE)                                                  | Denis Ablyazin (RUS)                                              | Liu Yang (CHN)                                                      |
| 2018      | Doha                                       | Elefthérios Petroúnias (GRE)                                                  | Arthur Zanetti (BRA)                                              | Marco Lodadio (ITA)                                                 |
| 2019      | Stuttgart                                  | İbrahim Çolak (TUR)                                                           | Marco Lodadio (ITA)                                               | Samir Aït Saïd (FRA)                                                |
| 2021      | Kitakyūshū                                 | Lan Xingyu (CHN)                                                              | Marco Lodadio (ITA)                                               | Grigorii Klimentev (RUS)                                            |
| 2022      | Liverpool                                  | Adem Asil (TUR)                                                               | Zou Jingyuan (CHN)                                                | Courtney Tulloch (GBR)                                              |
| 2023      | Anvers                                     | Liu Yang (CHN)                                                                | Elefthérios Petroúnias (GRE)                                      | You Hao (CHN)                                                       |

## Tableau des médailles
Mis à jour après les championnats du monde de 2023.
| Rang  | Nation                          | Or | Argent | Bronze | Total |
| ----- | ------------------------------- | -- | ------ | ------ | ----- |
| 1     | Russie                          | 13 | 7      | 9      | 29    |
| 2     | Chine                           | 10 | 5      | 5      | 20    |
| 3     | Italie                          | 8  | 3      | 13     | 24    |
| 4     | Tchécoslovaquie                 | 5  | 2      | 4      | 11    |
| 5     | France                          | 4  | 3      | 1      | 8     |
| 6     | Grèce                           | 4  | 1      | 1      | 6     |
| 7     | Yougoslavie                     | 3  | -      | -      | 3     |
| 8     | Bulgarie                        | 2  | 4      | 2      | 8     |
| 8     | Japon                           | 2  | 4      | 2      | 8     |
| 10    | Turquie                         | 2  | -      | -      | 2     |
| 10    | Hongrie                         | 1  | 5      | -      | 6     |
| 11    | Allemagne                       | 1  | 3      | 1      | 5     |
| 12    | Brésil                          | 1  | 3      | -      | 4     |
| 13    | Roumanie                        | 1  | 2      | 2      | 5     |
| 14    | Suisse                          | 1  | 2      | 1      | 4     |
| 15    | Pays-Bas                        | 1  | 1      | 1      | 3     |
| 16    | Bohême                          | 1  | -      | 1      | 2     |
| 17    | États-Unis                      | -  | 1      | 1      | 2     |
| 18    | Belgique                        | -  | 1      | -      | 1     |
| 18    | Finlande                        | -  | 1      | -      | 1     |
| 20    | Biélorussie                     | -  | -      | 2      | 2     |
| 21    | Ukraine                         | -  | -      | 1      | 1     |
| 21    | Luxembourg                      | -  | -      | 1      | 1     |
| 21    | Pologne                         | -  | -      | 1      | 1     |
| 21    | Grande-Bretagne                 | -  | -      | 1      | 1     |
| 21    | Fédération russe de gymnastique | -  | -      | 1      | 1     |
| TOTAL | TOTAL                           | 60 | 48     | 51     | 159   |